# (17392) 1981 EY40
A (17392) 1981 EY40 a Naprendszer kisbolygóövében található aszteroida. Schelte J. Bus fedezte fel 1981. március 2-án.